# Boyd K. Packer
Boyd Kenneth Packer (ur. 10 września 1924 w Brigham City, zm. 3 lipca 2015 w Salt Lake City) – amerykański przywódca religijny, pedagog i misjonarz. Potomek mormońskich pionierów. Pedagog, zawodowo związany z systemem edukacyjnym Kościoła Jezusa Chrystusa Świętych w Dniach Ostatnich. Od 1961 wchodził w skład władz naczelnych tej wspólnoty religijnej, od 1970 był członkiem Kworum Dwunastu Apostołów. Od 1994 do 2008 jego tymczasowy przewodniczący, a od 2008 aż do śmierci – jego stały przewodniczący. Znany z konserwatyzmu, jego poglądy na niektóre kwestie społeczne były przedmiotem wielopoziomowej krytyki. Amatorski artysta, pozostawił po sobie inspirowane naturą obrazy i rzeźby.

## Życiorys

### Pochodzenie, młodość i służba wojskowa
Urodził się w Brigham City w stanie Utah jako dziecko Iry Wighta Packera oraz Emmy Jensen. Pochodził z wielodzietnej rodziny, przyszedł na świat jako dziesiąte z jedenaściorga dzieci, również jako pierwsze, które urodziło się w szpitalu, nie zaś w domu. Jego przodkowie byli potomkami mormońskich pionierów. Swoje pochodzenie Packer wywodził z Wysp Brytyjskich ze strony ojca oraz z krajów skandynawskich ze strony matki. Związki rodzinne Packera z Brigham City sięgają początków kolonizacji Utah. Jonathan Taylor Packer, jego pradziadek, znajdował się w drugiej grupie migrantów przybyłej do kotliny Wielkiego Jeziora Słonego w 1847. W Brigham City osiadł w 1860. Babcia Packera z kolei, Christina Sundby Packer, prowadziła miejski sklep spółdzielczy.
Packer podstawy edukacji zdobywał w Central School w rodzinnym mieście (1930). W 1942 ukończył Box Elder High School. Kształcił się w Weber College, podjął następnie studia na Uniwersytecie Stanowym Utah (kolejno licencjat w 1949 oraz magisterium w 1953). Doktorat z zakresu zarządzania placówkami edukacyjnymi uzyskał na należącym do Kościoła Uniwersytecie Brighama Younga (BYU) w 1962. W dzieciństwie cierpiał na skutek polio, początkowo niewłaściwie zdiagnozowanego. Zdołał powrócić do pełnej sprawności fizycznej, choć przez całe życie borykał się z długofalowymi skutkami tego schorzenia.
Otrzymywał rozmaite powołania w Kościele. 10 kwietnia 1948 został poparty jako zastępca pisarza w paliku North Box Elder. 12 marca 1950 został wyświęcony na siedemdziesiątego. 23 września 1950 poparty jako wyższy doradca we wspomnianym już paliku, 11 grudnia tego samego roku natomiast wyświęcony na wyższego kapłana.
W związku z wybuchem II wojny światowej nie był w stanie podjąć ówcześnie wymaganej od mormońskich młodych mężczyzn służby misyjnej. Wiosną 1943 powołany do czynnej służby wojskowej, skierowany do sił powietrznych. Jako pilot bombowca brał udział w działaniach wojennych na Pacyfiku. Już po kapitulacji Japonii przez blisko rok stacjonował w tym kraju, jako część amerykańskich wojsk okupacyjnych. Angażował się wówczas w pracę misyjną. Brał udział w chrzcie Tatsui Sato oraz jego żony Chio, czasem określanych w mormońskich źródłach mianem pierwszych japońskich nawróconych.

### Działalność edukacyjna
Po powrocie do kraju związał się zawodowo z sektorem edukacyjnym. Został zatrudniony w Kościelnym Systemie Edukacyjnym (CES). Był nauczycielem w kościelnym programie seminaryjnym, przyczynił się do włączenia doń zajęć dotyczących Księgi Mormona. Pracował również z dziećmi rdzennych Amerykanów w finansowanej przez rząd federalny szkole w Brigham City (1949-1955). Zetknął się wówczas wielokrotnie ze Spencerem W. Kimballem, członkiem Kworum Dwunastu Apostołów. W tym samym okresie przez cztery lata zasiadał w radzie miejskiej rodzinnej miejscowości. W 1955 mianowany zastępcą kierownika kościelnego programu instytutów i seminariów. Pracę w CES kontynuował aż do momentu włączenia w szeregi władz naczelnych macierzystej wspólnoty religijnej. W 1962 gubernator Utah powołał go w skład komisji ds. dzieci i młodzieży.

### We władzach naczelnych Kościoła
Od września 1961 asystent przy Kworum Dwunastu Apostołów. Zaangażował się w tym okresie w pracę misyjną, przyjął powołanie na prezydenta misji mormońskiej obejmującej Nową Anglię (1965-1968). Zaangażowany był również w wysiłki na rzecz zapewnienia opieki duchowej świętym w dniach ostatnich pozostającym w czynnej służbie wojskowej jako dyrektor zarządzający kościelnego Komitetu ds. Relacji z Armią. We władzach naczelnych Kościoła Jezusa Chrystusa Świętych w Dniach Ostatnich zasiadał łącznie przez 53 lata. Udał się w tym czasie w 273 podróże poza granice Stanów Zjednoczonych, odwiedził łącznie 81 krajów.
W kwietniu 1970 poparty jako członek Kworum Dwunastu Apostołów. Członkiem tego ciała kolegialnego, jednego z najistotniejszych w mormońskiej hierarchii, był aż do śmierci. Był jednym z ostatnich najwyższych przywódców kościelnych powołanych jeszcze przed objawieniem z 1978. Zgodnie z wierzeniami świętych w dniach ostatnich objawienie to miało rozszerzyć kapłaństwo na wszystkich godnych mężczyzn, pozwoliło też wszystkim godnym tego wiernym na dostęp do błogosławieństw związanych z kultem świątynnym. Również jako jeden z ostatnich miał bezpośredni dostęp do liderów związanych z najwcześniejszym okresem mormońskiej historii. Posługiwał chociażby w Komitecie ds. Indiańskich.
Podczas swej apostolskiej posługi poświęcił Ukrainę w związku z mającą się odbywać na jej terytorium pracą misjonarską. Poświęcił również trzy świątynie, kolejno w kalifornijskim San Diego (1993), kanadyjskiej Reginie w prowincji Saskatchewan (1999) oraz w rodzinnym Brigham City (2012). Przywiązywał duże znaczenie do sytuacji mniejszości etnicznych w Kościele. Doradzał Genesis Group, organizacji zrzeszającej mormońskich Afroamerykanów. Współpracował ze społecznościami rdzennych Amerykanów, jak również ze społecznością żydowską pozyskując znaczne zasoby genealogiczne.
5 czerwca 1994 został tymczasowym przewodniczącym Kworum, 3 lutego 2008 natomiast jego stałym przewodniczącym. Tę ostatnią funkcję pełnił aż do śmierci 3 lipca 2015. Podobnie jak pozostali mężczyźni zasiadający w Kworum Dwunastu Apostołów uznawany był za proroka, widzącego i objawiciela.

### Poglądy, nauczanie i krytyka
Przez źródła zewnętrzne uznawany za teologicznego i społecznego konserwatystę. Przestrzegał świętych w dniach ostatnich przed chorobą wulgaryzmów, plagą pornografii oraz substancjami zaburzającymi delikatne uczucia umożliwiające duchową komunikację, czyli kawą, alkoholem, tytoniem czy narkotykami. W przemówieniu z 2009 zachęcał młodych posiadaczy kapłaństwa, by cenili i chronili męskość będącą częścią ich natury. Zwolennik konserwatywnego rozumienia ról płciowych, w tym samym wystąpieniu wzywał do okazywania szacunku oraz opiekuńczości wszystkim kobietom. Znany z bezpośredniości i ostrego języka, określany był czasem mianem kontrowersyjnego i dogmatycznego.
Podkreślał kluczowe znaczenie rodziny w mormońskiej teologii i praktyce religijnej. Dom rodzinny umieszczał w samym centrum Kościoła, jako najświętsze miejsce na ziemi, prawdopodobnie istotniejsze nawet od świątyni, rytualnego centrum mormonizmu. Wysoce krytyczny wobec mniejszości seksualnych, związki jednopłciowe uważał za duchowe niebezpieczeństwo. Jego wypowiedzi na temat homoseksualizmu, jakkolwiek pokrywające się z mormońską ortodoksją, bywały punktem wyjścia do wielopoziomowej krytyki, także ze strony wierzących świętych w dniach ostatnich. W tym kontekście przywołuje się często przemówienie z października 2010.
Potępiał aborcję, w niej oraz w emancypacji osób o innych niż heteroseksualna orientacjach seksualnych upatrywał przyczyn upadku rodziny jako podstawowej komórki społecznej. Brał udział w przygotowaniach do II Światowego Kongresu Rodzin (1998). W swym nauczaniu wielokrotnie odwoływał się do wydanej w 1995 proklamacji Rodzina: Proklamacja dla świata.
Ceniony za głębokie zrozumienie pism świętych, od października 1972 posługiwał w Komitecie ds. Pism Świętych. Księgę Mormona uznał za najistotniejszy czynnik, który uformował jego życiową postawę. Był jednym z odpowiedzialnych za opracowanie i wydanie nowej edycji całego mormońskiego kanonu, wraz z Thomasem S. Monsonem oraz Bruce R. McConkim. Efektem pracy tej grupy było kolejno opublikowanie nowej mormońskiej wersji Biblii Króla Jakuba (1979) oraz Księgi Mormona, Nauk i Przymierzy i Perły Wielkiej Wartości (1981).
Przez część środowiska naukowego, w tym niektórych uczonych będących członkami Kościoła, krytykowany za antyintelektualizm. Uważał, że badania nad mormońską historią powinny być podporządkowane teologii. W tym kontekście kontrowersje wzbudziło między innymi przemówienie Packera z 22 sierpnia 1981 wygłoszone podczas sympozjum poświęconego Naukom i Przymierzom na Uniwersytecie Brighama Younga. Stwierdził w nim choćby, że niektóre rzeczy, choć istotnie są prawdziwe, nie są szczególnie użyteczne, a dzieje Kościoła spisywane i nauczane w niewłaściwy sposób mogą stać się niszczycielskie dla wiary.

### Dorobek twórczy
Pamiętany dzięki swoim pełnym mocy kazaniom, wiele z nich posłużyło za podstawę wyprodukowanych przez Kościół filmów edukacyjnych. Wygłosił łącznie 107 przemówień podczas odbywającej się co sześć miesięcy kościelnej Konferencji Generalnej. Opublikował szereg książek, w tym  That All May be Edified, Teach Ye Diligently (1975) oraz The Holy Temple (1980). Ta ostatnia stała się podstawą broszury Preparing to Enter the Holy Temple używanej w Kościele do przygotowania wiernych do wejścia do świątyni i uczestnictwa w obrzędach świątynnych i przetłumaczonej również na język polski (Przygotowanie do wejścia do świętej świątyni, 2003). Pisywał również poezje, niekiedy wzbogacał teksty swoich kazań czy przemówień wierszami własnego autorstwa.

### Życie prywatne
28 lipca 1947 w świątyni w Logan poślubił Donnę Edith Smith. Para doczekała się 10 dzieci, 60 wnuków i 120 prawnuków. Jeden z jego synów, Allan F. Packer, posługiwał w Kościele jako wchodzący w skład władz naczelnych siedemdziesiąty (2008-2018). Donna opublikowała On footings from the past : the Packers in England, poświęconą genealogii rodziny. Książka ukazała się drukiem w 1988.
Znany z zamiłowania do natury, szczególnym sentymentem darzył ptaki. Amatorski artysta, parał się rzeźbą i malarstwem. Pozostawił po sobie rzeźby ptaków. Jego obrazy z kolei były inspirowane krajobrazami wiejskich regionów Utah. Niektóre z prac Packera zdobią świątynię w Brigham City, były też prezentowane w Museum of Church History and Art. Od 2014 tworzą stałą wystawę w Monte L. Bean Life Science Museum Uniwersytetu Brighama Younga.
Zmarł w otoczeniu rodziny, w swoim domu w Salt Lake City, został pochowany na cmentarzu w rodzinnym mieście.

### Wyróżnienia i upamiętnienie
Packer był za swoją działalność wielokrotnie nagradzany. 25 czerwca 1971 Utah Civic Young Men’s Association przyznało mu tytuł Ojca Roku. Otrzymał ponadto między innymi J. Reuben Clark Law Society’s Distinguished Service Award (2004) oraz Freedom Festival Award (2009). Uhonorowany doktoratami honorowymi przez Weber State College (1983), BYU (1985), Ricks College (późniejsze BYU-Idaho, 1995) oraz Uniwersytet Stanowy Utah (1996). Jego imieniem nazwano Boyd K. and Donna Smith Packer Family and Community Education Center przy Weber State University. Lucile C. Tate poświęciła Packerowi opublikowaną w 1995 książkę Boyd K. Packer: A Watchman on the Tower.